# Touques (rzeka)
Touques – rzeka w północnej Francji, w Normandii (departamenty Calvados i Orne), dopływ kanału La Manche. Długość rzeki wynosi 108,4 km, a powierzchnia jej dorzecza 1278 km².
Źródło rzeki znajduje się na terenie gminy Champ-Haut. Rzeka płynie w kierunku północnym, w końcowym biegu skręcając na północny zachód. Przepływa m.in. przez miasta Gacé, Lisieux, Pont-l’Évêque i Touques. Nad ujściem rzeki do kanału La Manche położone są Deauville i Trouville-sur-Mer.